# Hybocamenta upangwana
Hybocamenta upangwana är en skalbaggsart som beskrevs av Moser 1917. Hybocamenta upangwana ingår i släktet Hybocamenta och familjen Melolonthidae. Inga underarter finns listade i Catalogue of Life.